# Iniistius bimaculatus
Iniistius bimaculatus е вид бодлоперка от семейство Labridae. Видът не е застрашен от изчезване.

## Разпространение и местообитание
Разпространен е в Бахрейн, Джибути, Египет, Еритрея, Йемен, Израел, Индия, Индонезия, Йордания, Ирак, Иран, Катар, Кувейт, Обединени арабски емирства, Оман, Пакистан, Папуа Нова Гвинея, Саудитска Арабия, Сомалия, Судан и Шри Ланка.
Обитава крайбрежията и пясъчните дъна на морета, заливи, лагуни и рифове. Среща се на дълбочина около 10 m.

## Описание
На дължина достигат до 28,5 cm.